# Ngộ sát
Ngộ sát hay còn gọi là vô ý làm chết người là một thuật ngữ pháp lý dùng để chỉ việc giết hại một con người nhưng được pháp luật xem xét không phải là tội giết người do những yếu tố về lỗi vô ý. Sự phân biệt giữa tội giết người (cố sát) và ngộ sát đôi khi được cho là đã lần đầu tiên được đề ra bởi các nhà lập pháp cổ Athen Draco trong thế kỷ thứ 7 trước Công nguyên.

## Khái luận
Các định nghĩa về tội ngộ sát khác theo thẩm quyền từng nơi. Pháp luật nói chung phân biệt giữa mức độ tội phạm dựa trên các trạng thái tâm lý hoặc các trường hợp mà việc giết người xảy ra có các yếu tố khách quan (các yếu tố giảm nhẹ). Ngộ sát thường được chia thành hai loại riêng biệt cố ý ngộ sát và vô ý ngộ sát

### Cố ý ngộ sát
Là hành vi ngộ sát do thủ phạm thực hiện trong khi không kiểm soát được cảm xúc tâm thần hoặc có những triệu chứng của rối loạn tâm thần trong lúc thực hiện hành vi ngộ sát. Một số trường hợp vượt quá giới hạn phòng vệ cũng được coi là cố ý ngộ sát.

### Vô ý ngộ sát
Là hành vi giết người không có ý định, mục đích ban đầu. Thường là hậu quả do sự vô ý gây ra. 

### Tại Việt Nam
Theo quy định của pháp luật hình sự Việt Nam thì vô ý làm chết một người là trường hợp phạm tội tuy thấy hành vi của mình có thể gây ra hậu quả chết người nhưng cho rằng hậu quả đó sẽ không xảy ra hoặc có thể ngăn ngừa được hoặc người phạm tội không thấy hành vi của mình có thể xảy ra hậu quả chết người, mặc dù phải thấy trước và có thể thấy trước hậu quả đó và hậu quả đó chỉ có một người chết, chẳng hạn như lỡ tay đánh chết người hoặc ra tay quá nặng.